# Antipode MJC
Pour les articles homonymes, voir Antipode.
Antipode MJC (couramment et historiquement appelé l'Antipode)  est un équipement à vocation culturelle, artistique, éducative situé avenue Jules Maniez dans le quartier de La Courrouze à Rennes. Crée en 1967, cette maison de la jeunesse et de la culture regroupe en son sein une bibliothèque municipale, un pôle enfance-jeunesse, un pôle d'animations de proximité (café citoyen, activités socio-culturelles et de loisirs) ainsi qu'une scène de musiques actuelles de notoriété régionale.

## Historique

### Naissance du lieu à Cleunay
La MJC est fondée en 1962 au sein du quartier Cleunay, alors en construction. L'équipement devient petit à petit une bibliothèque, une salle de concert et un lieu d'activité dédié à la jeunesse,.
En 2013, un nouveau lieu est annoncé dans le nouveau quartier de la Courrouze pour répondre aux évolutions de la MJC : le lieu historique n'est en effet pas prévu initialement pour accueillir des concerts. Le nouveau bâtiment est prévue avec deux salles de spectacles et doit être inauguré en 2017. Le projet prend cependant du retard : en août 2019, le constructeur Rougeot suspend les travaux et un conflit émerge avec Rennes Métropole sur la délivrance des documents d'exécution du chantier. Ce dernier de 14 millions d'euros ne sera finalisé qu'en 2021. Ce conflit est soldé en faveur de Rennes Métropole en 2025, le constructeur étant condamné à payer les pénalités de retard.

### Nouvel Antipode à la Courrouze
En septembre 2021, la structure quitte son site historique de la rue André Trasbot dans le quartier de Cleunay et s'installe à 500 mètres dans un nouvel équipement de 3 500 m2 situé à la frontière entre le secteur de Cleunay et de La Courrouze. Le pôle Musiques Actuelles dispose d'une salle de concerts de 900 places (configuration debout et assise), et d'un club de 250 places,.
En 2022, la bibliothèque du nouveau bâtiment est récompensée du prix Espace Intérieur dans le cadre du Grand prix Livres Hebdo des Bibliothèques,.
En 2024, le budget du lieu s'élève à 2,5 millions d'euros, avec 25 salariés permanents et 30 animateurs pour la partie MJC.

## Scène de musiques actuelles
Initié par Thierry Menager, directeur, Fred Jumel (actuel directeur du Paloma), et assisté de Séb Thomas (co-créateur de Swap Music) en 1998, le pôle concerts de l'Antipode Mjc, est scène de musiques actuelles (SMAC) et est membre de la Fédération des lieux de musiques actuelles (Fédélima). 
Chaque saison, la structure accueille près de 50 concerts par an[réf. souhaitée] (rock, pop, métal, folk, hip-hop, électro, world...) et 25 000 spectateurs dans 2 salles, "Le Club" et "La Grande Scène" offrant une jauge de 250 places et 900 places.
L'Antipode MJC ne se limite pas au simple accueil de concerts, elle permet également à des artistes de réaliser des résidences (préparation à une tournée) grâce aux locaux de répétitions dont elle dispose et soutient des initiatives d'action culturelle (expositions, café conférence autour de la musique, concerts hors les mûrs, sensibilisation aux pratiques artistiques dans les écoles..). Elle œuvre aussi en initiant des créations artistiques originales (co-création avec le Conservatoire de Rennes, Carton Park),.

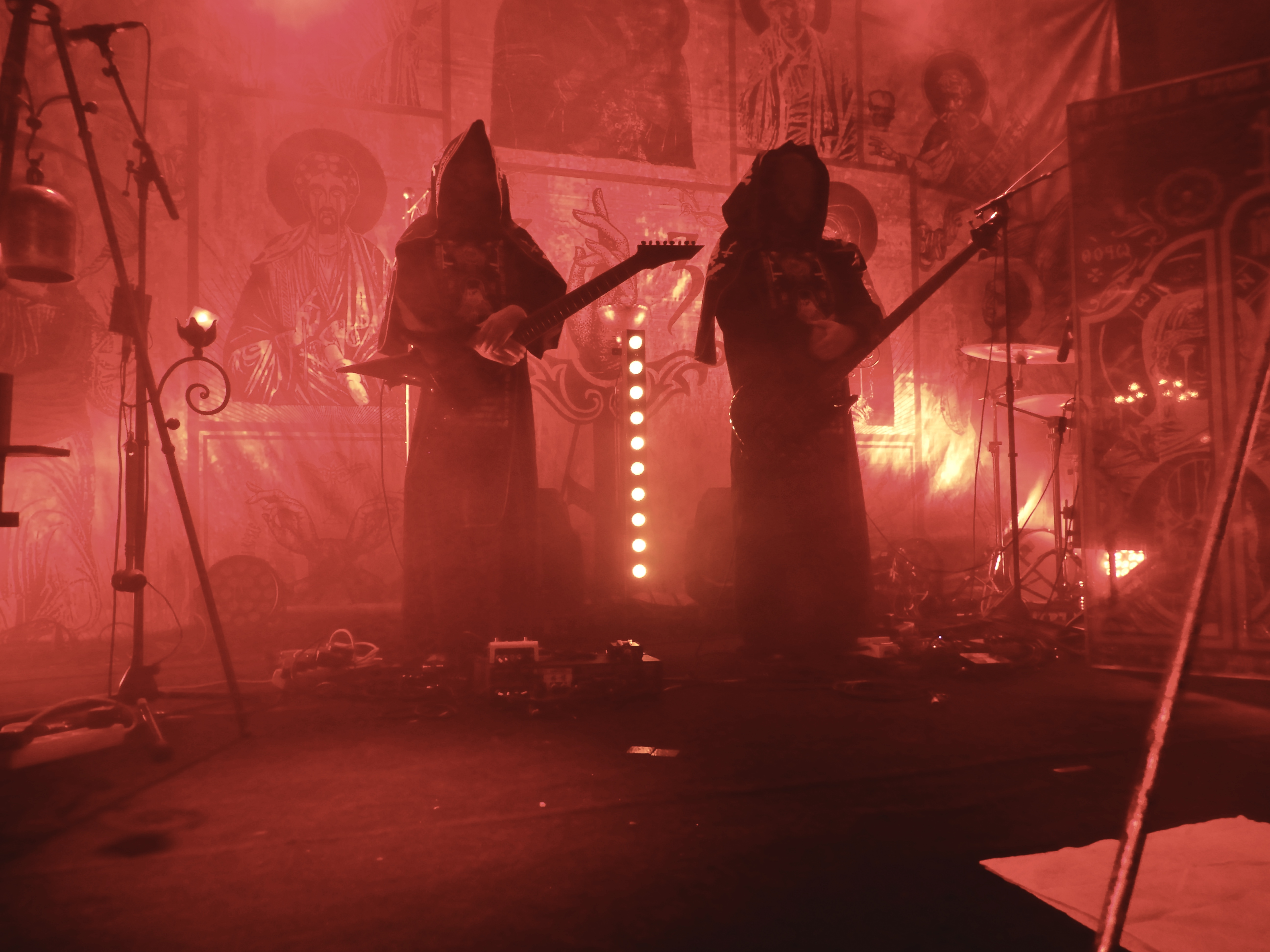
Batushka en 2018.
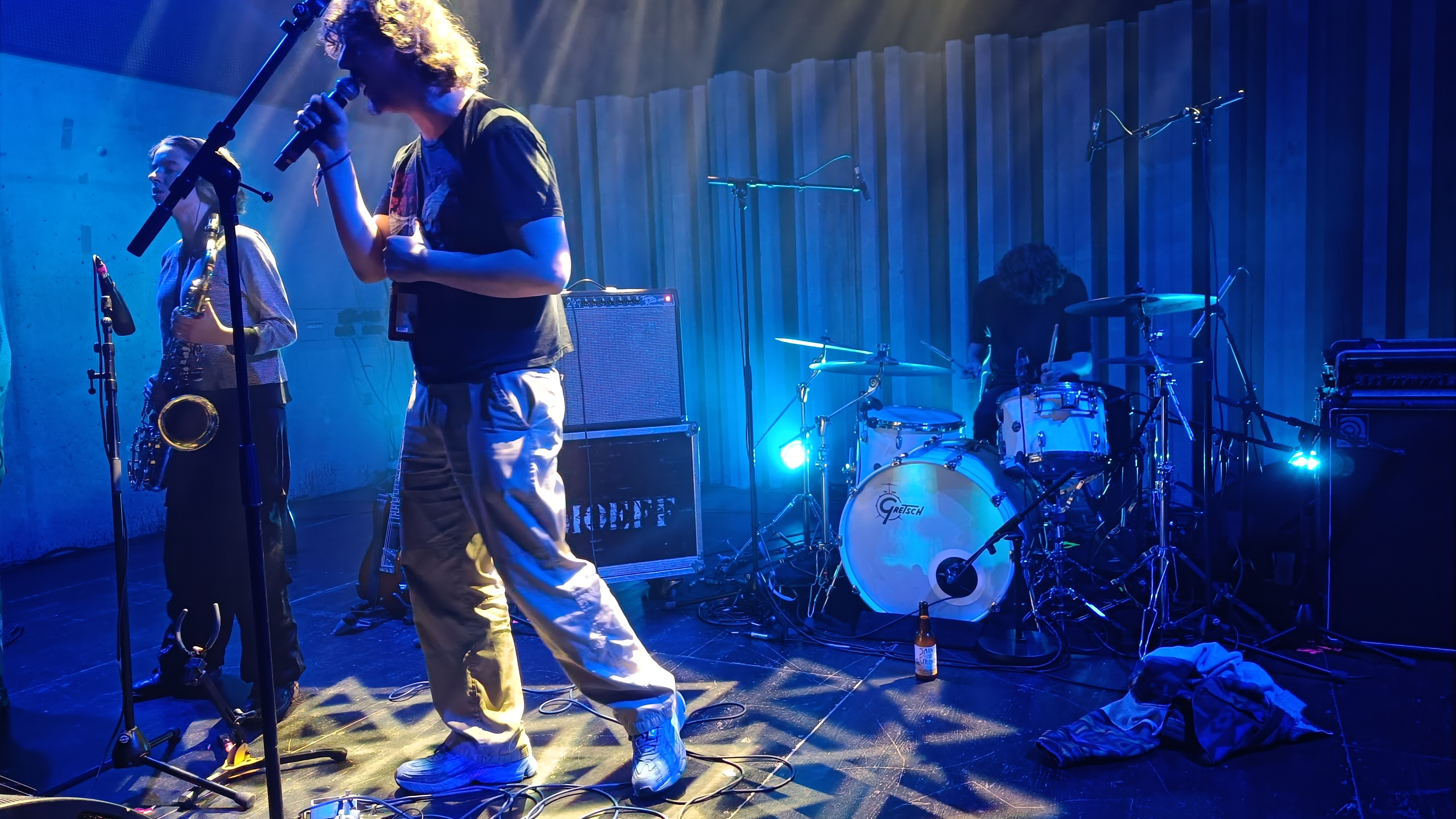
Fat Dog au Club en 2024.
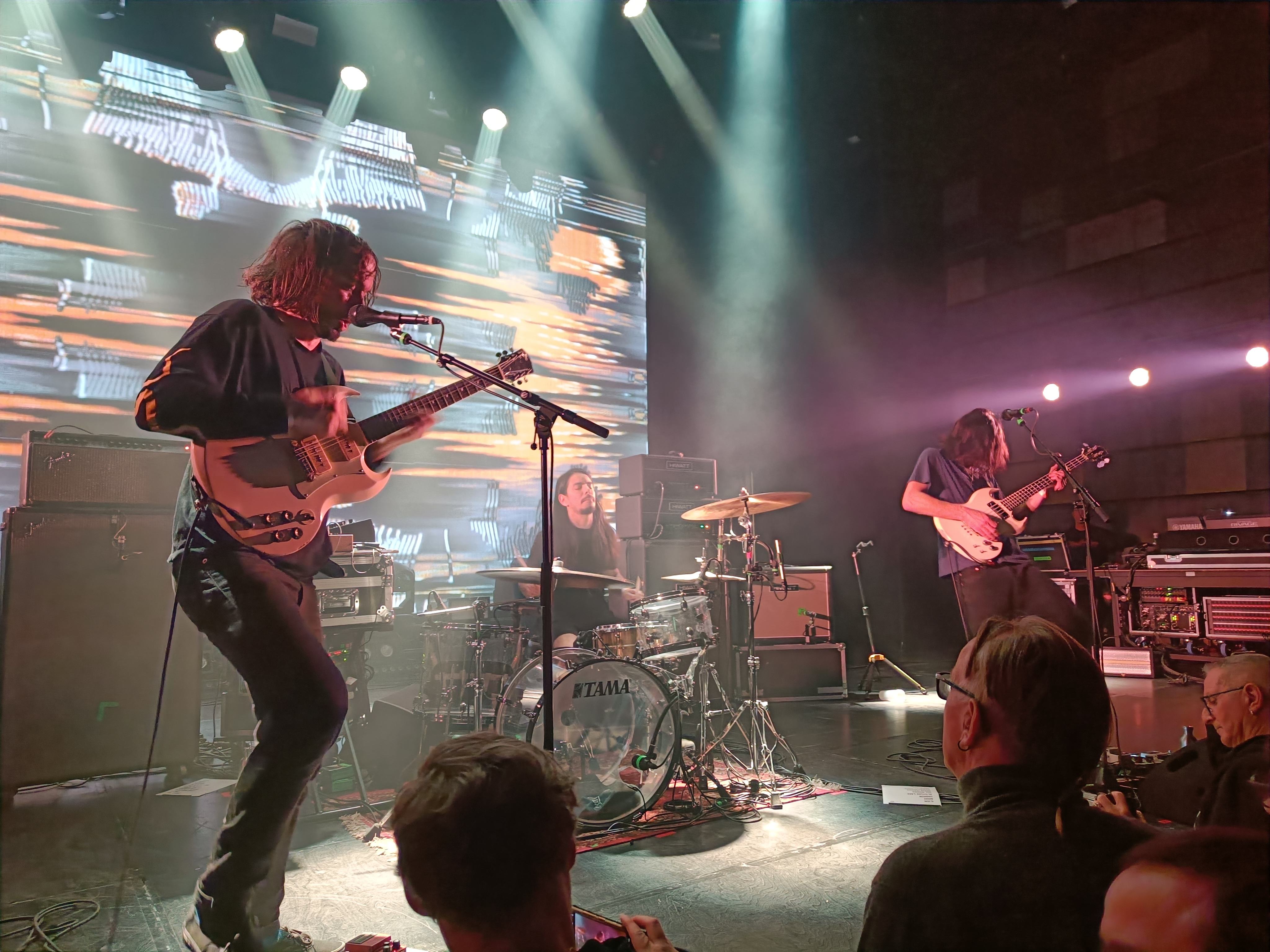
Slift sur la grande scène en 2025.

### Programmation
La programmation de l'Antipode se veut éclectique, ouverte aux artistes locaux, nationaux ou internationaux de notoriété croissante, et se décline sous diverses formes (concerts en soirée, nuit clubbing, apéro concert, cartes blanches à un artiste donné, concerts 'Instant Thé' le dimanche après-midi). En plus de styles musicaux déjà installé, tel que le rock ou l'électro, le lieu met également en avant la musique alternative dans sa programmation.
Une partie de la programmation est réalisée en lien avec divers festivals, structures ou associations musicales rennaises (Rencontres trans musicales, Garmonbozia, Midi Deux, Electroni(k), Mythos, Les Tombées de la nuit, La Route du Rock, Le Jardin Moderne). Le lieu propose notamment un tarif préférentiel en commun avec L'Ubu, une autre salle de spectacle rennaise.
L'Antipode MJC est à l'origine de la création du Festival Urbaines : Cultures, Pratiques, Tendances, initié en 2010 autour des cultures et pratiques urbaines (musiques, sports urbains : Parkour, Street Golf, Yarn bombing, art urbain),.

## Pôle Enfance-Jeunesse, Animations de proximité
Le Pôle Enfance-Jeunesse, Animations de proximité assure quant à lui des fonctions de Maison des jeunes et de la culture autour d'un projet inspiré de l'éducation populaire.